# Acheilognathidae
Ахейлогнатові (Acheilognathidae) або гірчакові — родина дрібних прісноводних коропоподібних риб, раніше підродина Acheilognathinae в складі родини коропових (Cyprinidae).
Філогенетичні дослідження, засновані на молекулярних даних, засвідчили монофілію цієї групи риб та її статус окремої родини. Найближчими родичами є представники родин Gobionidae, Tincidae, Tanichthyidae, Leuciscidae, Xenocyprididae.
На початок 2024 року в складі родини Acheilognathidae було визнано 6 родів і 81 вид риб:
- Acheilognathus  Bleeker, 1859 (41 вид)[2];
- Paratanakia  hang, Chen & Mayden, 2014 (2 види)[3];
- Pseudorhodeus  Chang, Chen & Mayden, 2014 (1 вид)[4];
- Rhodeus  Agassiz, 1832 (29 видів)[5];
- Sinorhodeus  Li, Liao & Arai, 2017 (1 вид)[6];
- Tanakia  Jordan & Thompson, 1914 (7 видів)[7].

Більшість видів поширена в Східній Азії, включаючи Китай, Корею, Японію та Тайвань, 3 види водяться в Європі, ще 1 — на Близькому Сході. Їхніми середовищами існування є рівнинні озера, ставки, річки та зрошувальні канали.
Довжина ахейлогнатових не перевищує 15 см. Вони мають високе, стиснуте з боків тіло. Відзначаються статевим диморфізмом; самки мають яйцеклад, а самці — пластинки з туберкулами (вузликами, горбиками). До діагностичних ознак належать також відсутність уроневралей та редукція або відсутність коракоїдного отвору.
Дуже цікавою є нерестова поведінка гірчакових. Вони відкладають ікру в мантійну порожнину двостулкових прісноводних молюсків з родин Unionidae та Margaritiferidae. Для цього самки використовують свій яйцеклад. Запліднення відбувається в зябровій камері молюска, там же проходить і ембріональний розвиток. Більшість гірчакових нереститься навесні, але деякі види (A. barbatulus, A. longipinnis, A. rhombeus та A. typus) роблять це восени, а їхні ембріони розвиваються з діапаузою.
Деякі види гірчаків в Європі та в Азії тримають в акваріумах.
На жаль, ахейлогнатові стикаються зі зростаючим ризиком вимирання. Rhodeus smithii та Acheilognathus elongatus, за даними МСОП, перебувають на межі зникнення (Critically Endangered), 4 види (Tanakia tanago, R. laoensis, R. atremius та A. longipinnis), перелічені як вразливі (Vulnerable), а близько 25 % інших видів віднесено до категорії Недостатньо даних (Data Deficient). Загрозу вимирання для цих риб пояснюють втратою та фрагментацією середовищ існування, зміною клімату, тиском з боку інвазійних видів та взаємодією різних факторів. Незвичний спосіб розмноження робить ахейлогнатових більш вразливими, оскільки через вимирання прісноводних двостулкових молюсків їхні популяції стають нежиттєздатними. Невеликий розмір і низька комерційна цінність цих риб обумовлюють відсутність серйозних зусиль щодо їхнього збереження.